# Daniel Filtsch
Daniel Filtsch (Nagyszeben, 1730. december 10. – 1793. december 24.) ágostai evangélikus lelkész.

## Élete
Szülővárosának gimnáziumában Johann Brukner alatt tanult; 1750-ben a jénai egyetemen a természettudományokat és bölcseletet hallgatta. Miután hazájába visszatért, Schunn és Felmer társaságában tapasztalatok gyűjtése végett beutazta Erdélyt. A nagyszebeni iskolában tíz évig szolgált, majd 1763. április 9-étől Felmer utódja lett a rektori hivatalban. 1767. július 1-jétől városi prédikátor, szeptember 21-étől Keresztényszigeten plébános, 1772. január 29-étől városi lelkész Nagyszebenben és 1778-ban a nagyszebeni káptalan dékánja lett.
Tagja volt az erdélyi Therezianumi gazdasági társaságnak; természeti- s mintagyűjteményt rendezett be a nagyszebeni gimnáziumban; az ágostai evangélikus árvaházban bevezette a selyemtenyésztést és új iskolaépületet emelt. 1777–78-ban 15 hónapot töltött Bécsben, hogy a szász papság tizedét védelmezze, az udvarnál ékesszólásával tűnt ki. Távollétében 1777. március 9-én a berethalmi község választotta meg lelkészének. Szélütés érte, s ez két évig megakadályozta tevékenységében.  
Latin újévi üdvözlete gróf Maximilian Ulysses Browne tábornokhoz megjelent a Faustissimum anni novi… (Szeben. 1749) c. gyűjteményben; Tyrocinium Poëticum seu pruisae Poëseos Lineae in praelectionibus ulterius ducendae (Felmer, Tabulae Oratoriae Freyerianae. Cibinii, 1761. 7–17. l.); latin ódája (Das Lob Franz I., weil, röm. Kaisers. Hermannstadt, 1765. 17–21. l.); a 44. és 45. ének az 1793. szebeni Gesangbuchban, úgy a 209. régi ének, melyet átalakított; Ode auf Joseph v. Sachsenfels (Felmer's Ehrengedächtniss, Hermannstadt, 1763. 11–16. l.); Kurze Geschichte der Zehnten der sächsischen Geistlichkeit in Siebenbürgen (Siebenbürg. Quartalschrift. V. 33–51 és 115–131. l.).

## Művei
- Trauerrede auf Maria Josepha, römische Kaiserin, gehalten den 19. Juli 1767. Hermannstadt
- Sinngedichte Auf Joseph II., römischen Kaiser, aus dessen Reise in Siebenbürgen. Hermannstadt, 1773
- Trauer-Rede auf den Tod der K. K. Maria Theresia, gehalten in der Hermannstädter evang. Pfarrkirche den 22. Januar 1781. Hermannstadt (a Gedächtniss des Lebens und Todes Marie Theresie… cz. munkában)
- Der Brand im Getraide, dessen Ursachen und Mittel darwider. Hermannstadt, 1791
- Physisch-ökonomische Beurtheilung derin Siebenbürgen entdeckten Steinkohlen. Hermannstadt, 1792

Kézirati munkái: Plan zur bessern Lehr-Art im Unterricht der Schuljugend és Deductio diplomatum juris decimarum cleri Saxonici in Transilvania